# جبهة الشرق الأقصى الثانية
جبهة الشرق الأقصى الثانية (بالروسية: 2-й Дальневосточный фронт)‏ كانت جبهة للجيش السوفييتي. تشكلت قبل الغزو السوفييتي لمنشوريا مباشرة، ونشطت من 5 أغسطس 1945 حتى 1 أكتوبر 1945.

## تاريخ
بعد فترة وجيزة من إنشائها، كانت الجبهة الشرقية الثانية منخرطة في القتال ضد الجيشين اليابانيين الأول والخامس والجيش الياباني الرابع في منشوريا وساخالين وجزر الكوريل. وفي منشوريا، عبر جنود الجبهة بسرعة نهري آمور وأوسوري، ودمروا كل المقاومة اليابانية. في 20 أغسطس، استولى جيش الجبهة الخامس عشر على هاربين. وفي وقت لاحق، دخل جيش الراية الحمراء الثاني إلى منطقتي كالوتشجان وليونتشجين، ودخل الجيش الخامس عشر إلى منطقة سانسين، ودخل فيلق البنادق الخامس إلى منطقة بولي. فشلت الجيوش اليابانية في إظهار مقاومة كبيرة في هذه المناطق، وبحلول 20 أغسطس، بدأت في الاستسلام إلى الأسر السوفييتي.
في 11 أغسطس، بدأت عناصر من الجيش السادس عشر هجومًا في جنوب سخالين، وبحلول 18 أغسطس، استولوا على معظم الجزيرة. وفي الفترة من 19 إلى 25 أغسطس، نفذت الجبهة عمليات هجوم برمائي بالقرب من ميناء خولمسك، وعمليات هجوم برمائي وجوي مشتركة بالقرب من ميناء كورسكوف. بحلول 25 أغسطس، سيطرت القوات السوفيتية على المركز الإداري لساخالين، يوجنو ساخالينسك. بحلول أوائل سبتمبر، أنهت القوات اليابانية مقاومتها، ولكن بسبب التقدم السوفييتي البطيء في سخالين، لم يتم تنفيذ العملية المخطط لها على جزيرة هوكايدو اليابانية أبدًا.
وفي هذه الأثناء، تمكنت مجموعة عملياتية مكونة من فرقة البنادق رقم 101 من الاستيلاء على جزر الكوريل.
في الأول من أكتوبر عام 1945، وبموجب توجيه من القيادة العامة للقوات المسلحة بتاريخ 10 سبتمبر عام 1945، حُلت الجبهة وأُعيد تنظيمها باعتبارها المنطقة العسكرية في الشرق الأقصى (التشكيل الثاني). 

## القوات
شملت الجبهة الشرقية الثانية الوحدات التالية في 9 أغسطس 1945: 
- جيش الراية الحمراء الثاني
- الفيلق الخامس للبنادق
- الجيش الخامس عشر
- الجيش السادس عشر
- الجيش الجوي العاشر
- منطقة كامتشاتكا الدفاعية
  - فرقة البندقية رقم 101
  - فوج البندقية رقم 198
  - الكتيبة الخامسة والسابعة للبنادق
- أسطول أمور العسكري
- أسطول شمال المحيط الهادئ العسكري